# جهان‌های بیرونی ۲
جهان‌های بیرونی ۲ (به انگلیسی: The Outer Worlds 2) یک بازی ویدئویی رو به انتشار به سبک نقش‌آفرینی اکشن است که توسط آبسیدین انترتینمنت توسعه یافته و به‌وسیلهٔ ایکس‌باکس گیم استودیوز منتشر خواهد شد. این بازی به عنوان دنباله‌ای مستقل برای جهان‌های بیرونی (۲۰۱۹) محسوب می‌شود، و در سیستم ستاره‌ای آرکدیا اتفاق می‌افتد که به‌طور کامل توسط مگاکورپوریشن‌ها مستعمره شده است. بازیکنان کنترل قهرمان اصلی داستان، یک مأمور اداری در زمین را به عهده خواهند گرفت، که وظیفهٔ پرده برداشتن از منبع شکاف‌های در حال ظهوری را دارد که تهدید به نابودی مستعمره در میان یک جنگ جناحی است. این بازی قرار است در سال ۲۰۲۵ برای پلی‌استیشن ۵، مایکروسافت ویندوز و ایکس‌باکس سری اکس/اس منتشر شود.
همانند نسخهٔ پیشین، این بازی نیز از زاویهٔ دید اول شخص دنبال می‌شود و شامل سیستم‌های متناوب مختلف مبارزه، مخفی‌کاری و دیالوگ در هنگام مواجهه با شخصیت‌های دشمن غیرقابل‌بازی در جهان‌های فوقانی است.